# Uruguay (metrostation)
Uruguay is een metrostation in de Italiaanse stad Milaan dat werd geopend op 12 april 1980 en wordt bediend door lijn 1 van de metro van Milaan.

## Geschiedenis
Het station is gebouwd tussen 1975 en 1980 als onderdeel van de verlenging van lijn 1 tot in Gallatarese. Het is aanbesteed onder de naam Gallatarese 1 maar bij de opening kreeg het de naam Uruguay als verwijzing naar het Parco Uruguay Gallatarese boven het station en de hoofdstraat in de buurt ten noorden van het station.

## Ligging en inrichting
De toegangen liggen langs de via Benedetto Croce aan de zuidrand van het park en in het park aan de kant van de via Giacomo Quarenghi. De verdeelhal ligt onder de hoek van de  via Benedetto Croce en de via Karl Popper terwijl de perrons grotendeels ten westen van de Via Karl Popper liggen. De plattegrond van de verdeelhal is zoals het standaardontwerp, de achterwand is echter vervangen door ramen waardoor een blik op de sporen kan worden geworpen. De verdeelhal wordt gedragen door zuilen tussen de sporen, verder naar het westen bestaat het dak uit liggers die het park boven de tunnel dragen.